# Klaus Riedel
Klaus Riedel (Wilhelmshaven, 2 augustus 1907 – Karlshagen, 4 augustus 1944) was een Duitse raketpionier uit de jaren 30 en 40 van de vorige eeuw. Hij verloor al vroeg beide ouders. Zijn moeder stierf toen hij twaalf was; zijn vader (marineofficier) overleed twee jaar later. Zijn grootmoeder Meta Riedel ontfermde zich over hem en Riedel trok naar de familieboerderij in Bernstadt a. d. Eigen. In 1929, toen hij een opleiding tot paswerker volgde aan het Technisch College te Berlijn, woonde hij een uiteenzetting van Rudolf Nebel bij. Nebel was een van de toonaangevende figuren binnen de VfR (Verein für Raumschiffahrt ).

## Eerste jaren, VfR
De enthousiaste Riedel werd terstond lid en ontpopte zich als een van de drijvende krachten achter de ontwikkeling van de Mirak en Repulsor raketten. De eerste prototypes werden in 1930 op de boerderij uitgetest. Meta steunde hem in zowel financieel als materieel opzicht. Riedel werkte aan de verdere ontwikkeling van de Mirak, die zo'n honderd vluchten maakte die meestal goed afliepen. Hij stopte daarmee in september 1930, toen een raketmotor thuis ontplofte.
Op 10 mei 1931 lanceerde hij de Repulsor, die met de verbrandingskamer van de Mirak was uitgerust. Dit eerste exemplaar bereikte een hoogte van ± 18 meter. Een maand later reikte Mirak II/Repulsor 3 tot een hoogte van ± 178 meter. Twee andere vluchten bereikten hoogtes van 1 respectievelijk 1,6 kilometer. In de zomer van 1932 mislukte de vlucht van Mirak III toen die op 70 meter hoogte van zijn koers afweek.
De crisisjaren lieten ook de VfR niet onberoerd, die met chronisch geldgebrek kampte. Op 30 september 1933 werd de VfR daarom ontbonden en Riedel vond een baan bij Siemens. Niet dat het veel uitmaakte: het naziregime verbood alle particuliere raketonderzoek en het leger nam de verdere ontwikkeling van raketten over. Wie weigerde, kreeg bezoek aan huis.

## Von Braun haalt Riedel naar Peenemünde
Riedels vorderingen gingen echter niet aan het oog van een andere raketpionier, Von Braun, voorbij. Op zijn uitnodiging accepteerde Riedel een betrekking als hoofd van het testlaboratorium van het leger. In deze functie droeg hij verantwoordelijkheid voor de ondersteunende technische dienst op het testterrein nabij Peenemünde. In eerste instantie verliep de samenwerking niet bijster geslaagd, maar Von Braun zette Riedel aan de ontwikkeling van een mobiel lanceersysteem van de A-4, de later berucht geworden V2. Riedel leverde uitmuntend werk af. Hij was de eerste die erin slaagde om een lanceeruitrusting voor grote raketten te ontwerpen, bouwen en te perfectioneren. Dit bleek een belangrijke stap voorwaarts in de verdere ontwikkeling van de V2 tijdens de Tweede Wereldoorlog.

## Oordeel
Riedel scheen twee verschillende kanten te hebben. Aan de ene kant hielp deze geleerde (klaarblijkelijk zonder enig moreel bezwaar) de nazi's om oorlogstuig te ontwerpen. Zijn collega's herinnerden hem echter als een vriendelijke en sociale collega. Hij zou de oorlog niet overleven.

## Overlijden
Riedel kwam op 4 augustus 1944 tijdens een auto-ongeval in de buurt van Karlshagen om het leven. Hij werd slechts 37 jaar. Er is een maankrater naar hem vernoemd, de Riedel krater die zich aan de achterkant van de maan bevindt.